# 3-е тысячелетие до н. э.
3-е (тре́тье) тысячеле́тие до на́шей э́ры по пролептическому юлианскому календарю — тысячелетие с 1 января 3000 года до н. э. по 31 декабря 2001 года до н. э. Ему предшествовало 4-е тысячелетие до н. э., за ним следовало 2-е тысячелетие до н. э. Оно закончилось 4025 лет назад.
Окончание новокаменного века (неолита); начало бронзового века. Классический период расцвета древнейших цивилизаций — Египта, Шумера, Аккада. Население Земли — 14—27 млн человек.

## Климат
- Примерно 2900 лет до н. э. закончилось похолодание — Пиорское колебание.
- В промежуток времени между 2500 и 2100 годами до н. э.[2], либо около 2700 года до н. э.[3], достигла максимума аридизация Сахары.
- Засуха 2200 года до н. э. — одно из старейших климатических событий голоцена с точки зрении влияния на культурную революцию.

## Важные события

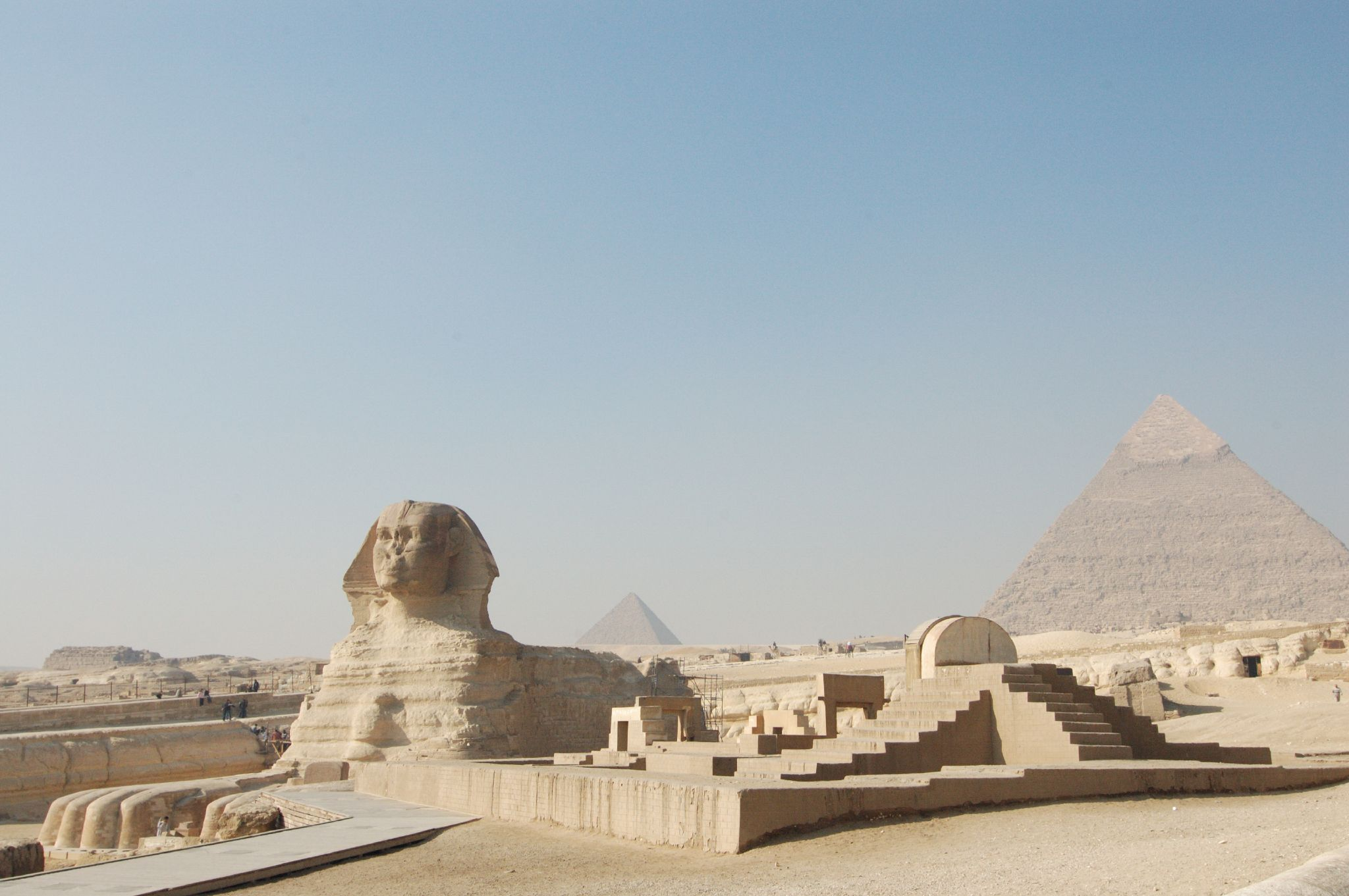
Великие пирамиды Гизы и Сфинкс (построены в 2600—2500 гг. до н. э.)

### Балканы
- XXII век до н. э. — Протогреческие племена вторгаются на Балканы.

### Месопотамия
- 2675 год до н. э. — царь Гильгамеш добивается независимости города Урук.
- 2492 год до н. э. — мифический армянский правитель Хайк разгромил войско Бэла[4][5].
- Около 2047 года до н. э. — основание III династии Ура. Строительство в Уре зиккурата Этеменнигуру.

### Египет
- 2609 год до н. э. — начало правления в Египте фараона Джосера. Создание каменной ступенчатой пирамиды.
- 2590 год до н. э. — умер правитель Египта фараон Джосер.
- Около 2551 года до н. э. — приход к власти Хеопса.
- Около 2160 года до н. э. — окончание эпохи Древнего царства.
- 2040 год до н. э. — создание Среднего царства.

### Китай

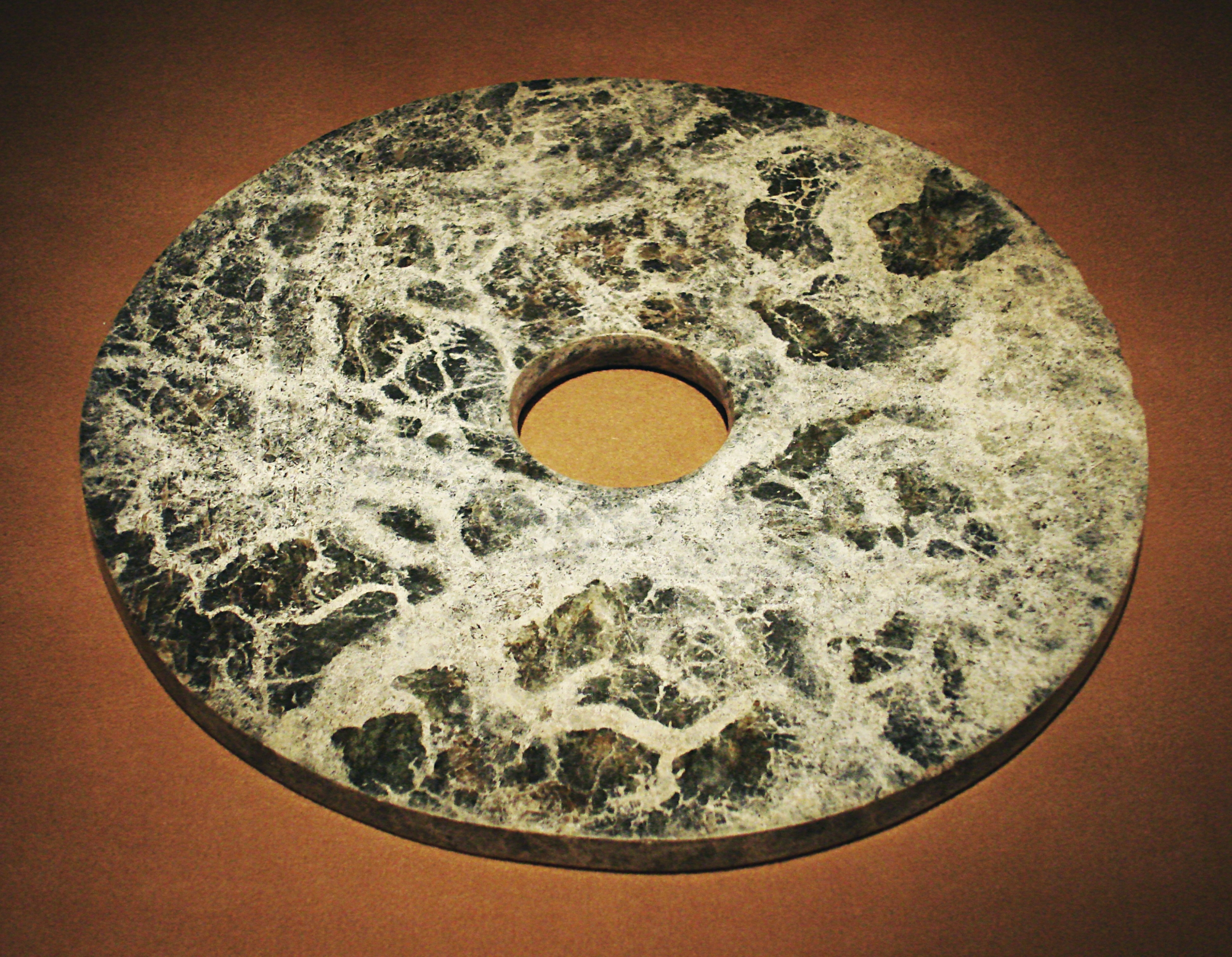
Нефритовый диск Би — религиозный символ силы и военной доблести, эпоха неолита, культура Лянчжу, 3300—2200 годы до н. э.

- Около 2600 года до н. э. — легендарный Хуан-ди подчинил себе вождей отдельных племён и создал первое мифическое китайское государство.
- 22 октября 2137 года до н. э. — солнечное затмение. Согласно Шу цзин, казнены астрономы Хи и Хо, которые «предавшись пьянству», не успели о нём предупредить.

### Индия
- Хараппская цивилизация

### Восточная Европа
- Исчезновение энеолитической трипольской культуры в Бессарабии (территории современной Украины и Молдавии).

### Южный Урал
- Начало формирования синташтинской археологической культуры.
- Выделение индоиранцев из праиндоевропейцев и формирование индоиранского языка.